# Canutama
Canutama là một đô thị thuộc bang Amazonas, Brasil. Đô thị này có diện tích 29819,63 km², dân số năm 2007 là 10940 người, mật độ 0,37 người/km².